# 아르곤 플루오로하이드라이드
아르곤 플루오로하이드라이드(Argon fluorohydride, 화학식: HArF) 또는 아르곤 히드로플루오라이드(argon hydrofluoride)은 플루오린과 아르곤, 수소가 화합한 무기 화합물이다. 비활성 기체 화합물 중 하나인 아르곤 화합물의 일종이며 핀란드의 화학자 마르쿠 레세란이 발견하여 2000년 8월 24일 네이처 지에 처음 보고하였다.

## 합성
아르곤과 플루오린화 수소를 혼합한 기체를 약 7.5 K(-265.5°C)까지 극저온으로 냉각한 아이오딘화 세슘의 표면에 분사시켜 응고시킨 후, 127-160 nm의 자외선을 조사하여 플루오린화 수소를 광해리시킨 후 약 18 K(-255°C)까지 올리며 아르곤과 반응시켜 기체를 합성했다.
{\displaystyle {\ce {Ar\ + HF\ +}}}자외선{\displaystyle {\ce {-> H-Ar-F}}}
생성물의 적외선 분광법 조사 결과 결합 자체는 매우 약한 물질이나 화학적으로 결합하고 있는 상태라는 것이 밝혀졌다. 40Ar으로 합성한 결과 Ar-H, Ar-F 및 H-Ar-F 각각의 공변진동에 해당하는 흡수 스펙트럼선인 1969.4, 435.7, 687.0 cm−1을 관측하였으며, 다른 아르곤 동위원소인 36Ar을 이용한 합성에서는 1972.3, 442.9, 689.3 cm−1 흡수 스펙트럼선을 발견했다. 즉 이 물질은 초분자이거나 플루오린화 수소와 아르곤이 혼합되어 있는 상태의 물질은 아니다. 물질의 공유결합은 17°K(-256°C) 이하에서만 안정하며 가열할 시 아르곤과 플루오린화 수소로 분해된다.

## 참고 문헌
- Emsley, John (2001). 《Nature's Building Blocks: An A–Z Guide to the Elements》. Oxford: Oxford University Press. ISBN 0-19-850341-5.